# استان تونس
استان تونس یکی از ۲۴ استان کشور تونس است، مرکز آن شهر تونس است.
جمعیت این استان ۹۹۰٬۱۰۰ نفر و مساحت آن ۳۴۶ کیلومتر مربع است.